# Dinho
Edi Wilson José dos Santos, detto Dinho (Neópolis, 15 ottobre 1966), è un ex calciatore brasiliano, di ruolo centrocampista.
Ha vinto per due volte la Coppa Libertadores con due squadre diverse, il San Paolo e il Grêmio, nonché un titolo nazionale con quest'ultimo club. Eccezion fatta per una singola annata trascorsa in Spagna, giocò solo in patria, riuscendo però a riscuotere diversi successi in campo internazionale.

## Caratteristiche tecniche
Giocava come centrocampista, prevalentemente ricoprendo ruoli difensivi; faceva del suo agonismo un punto di forza, abbinandovi una buona capacità realizzativa, dato che spesso marcava da calcio piazzato o con tiri da fuori area.

## Carriera

### Club
Debuttò nel Confiança, squadra militante nel Campionato Sergipano, vincendo due volte la competizione in due anni; si affermò dunque a livello nazionale con lo Sport di Recife, nello Stato di Pernambuco. Conquistò infatti la promozione in Série A con tale squadra, ricevendo anche la chiamata degli spagnoli del Deportivo La Coruña; nella penisola iberica giocò 2 partite nel corso della stagione 1991-1992. Una volta tornato in Brasile, acquistato dal San Paolo di Telê Santana, vinse per due volte consecutive la Coppa Intercontinentale e una Libertadores. Venne successivamente trasferito al Santos, ma non si ambientò e venne ceduto al Grêmio.
Proprio nella squadra, guidata da Luiz Felipe Scolari, ebbe il suo maggior successo, riuscendo in due anni a vincere campionato statale, campionato nazionale, Coppa Libertadores, Recopa Sudamericana e Intercontinentale, per un totale di sei trofei. Il suo modo di giocare determinato gli permise di entrare nelle grazie della tifoseria della squadra, rendendolo così un giocatore-simbolo del club di quegli anni. Una volta lasciata la società di Porto Alegre, a trentuno anni compiuti, si trasferì dapprima all'América-MG e successivamente al Novo Hamburgo, con la maglia del quale si ritirò nel 2002.

### Nazionale
Ha giocato una sola volta con la Nazionale di calcio del Brasile, in occasione di un'amichevole contro il Messico del 16 dicembre 1993.

## Palmarès

### Club

#### Competizioni nazionali
- Campionato Sergipano: 2

Confiança: 1985, 1986
- Campionato Pernambucano: 2

Sport: 1988, 1990
- Campionato brasiliano di seconda divisione: 1

Sport: 1990
- Campionato paulista: 1

San Paolo: 1992
- Campionato Gaúcho: 2

Grêmio: 1995, 1996
- Campionato brasiliano: 1

Grêmio: 1996
- Coppa del Brasile: 1

Grêmio: 1997
- Coppa Sul-Minas: 1

América-MG: 2000

#### Competizioni internazionali
- Coppa Intercontinentale: 2

San Paolo: 1992, 1993
- Coppa Libertadores: 2

San Paolo: 1993
Grêmio: 1995
- Recopa Sudamericana: 2

San Paolo: 1993
Grêmio: 1996
- Supercoppa Sudamericana: 1

San Paolo: 1993